# Франческо Морозини
Франческо Морозини (на италиански: Francesco Morosini) е 108–ми венециански дож от 1688 г. до смъртта си през 1694 г.

## Биография
Франческо Морозини е син на Пиетро и Мария Морозини (братовчедка на баща му). Той има двама братя. Според хрониките от онова време животът на Франческо се преобръща в ранното му детство, когато майка му умира при странни обстоятелства – тя се удавя, докато се опитва да спаси съпруга си, който е паднал във водата. Подорзренията за тази странна смърт падат върху баща му, но разследването не успява да докаже неговата вина. Вероятно тази случка, както и трудните отношения с мащехата му предопределят бунтарския му дух.
Франческо Морозини прави блестяща военна кариера и никога не се жени.

## Управление
След като вече веднъж кандидатурата му за дож е била отхвърлена през 1684 г., той все пак е избран на високия пост на 3 април 1688 г. след смъртта на Маркантонио Джустиниани. По това време Морозини е на поредна военна кампания и тържествената церемония се извършва пред ентусиазираните му войници. Той се завръща във Венеция едва през 1690 г., уморен след толкова експедиции, и се радва на привилегии, каквито никога дотогава не са предоставяни на дожовете.
Но многото му военни победи са го направили суетен и арогантен затова скоро е решено да бъде изпратен обратно в центъра на военните действия, още повече, че генералите, които са го заместили, не са се справили със задачата. През май 1693 г. Морозини напуска Венеция с флота си и веднага се хвърля стремглаво в битки и обсади, печелейки три победи за няколко месеца. Но той не успява да се пребори с физическата и морална умора от военните експедиции, заболява и е откаран в Навплио, където умира на 6 януари 1694 г. Впоследствие тленните му останки са пренесени във Венеция и е погребан в църквата Санто Стефано.
В завещанието си Морозини оставя богатството си на потомците на братята си с условието те занапред винаги да кръщават синовете си Франческо.